# Хайыраканский сумон (Дзун-Хемчикский кожуун)
Хайыраканский сумон — административно-территориальная единица (сумон) и муниципальное образование со статусом сельского поселения в Дзун-Хемчикском кожууне Тывы Российской Федерации.
Административный центр и единственный населённый пункт сумона — село Хайыракан.

## Население
| 2018 |
| ---- |
| 1381 |